# Wereldkampioenschappen synchroonzwemmen 2015 – Duet technische routine
De technische routine voor duetten tijdens de wereldkampioenschappen synchroonzwemmen 2015 vond plaats op 26 juli 2015 in de Kazan Arena in Kazan.

## Uitslag
Finalisten zijn de eerste 12 genoemde deelnemers, aangegeven met groen.
| Rang   | Land                | Namen                                   | Voorronde | Voorronde | Finale  | Finale |
| Rang   | Land                | Namen                                   | Punten    | Rang      | Punten  | Rang   |
| ------ | ------------------- | --------------------------------------- | --------- | --------- | ------- | ------ |
| Goud   | Rusland             | Natalia Istsjenko Svetlana Romasjina    | 94.5715   | 1         | 95.4672 | 1      |
| Zilver | China               | Huang Xuechen Sun Wenyan                | 92.2791   | 2         | 93.3279 | 2      |
| Brons  | Japan               | Yukiko Inui Risako Mitsui               | 90.3504   | 3         | 92.0079 | 3      |
| 4      | Oekraïne            | Lolita Ananasova Anna Voloshyna         | 90.2596   | 4         | 91.6770 | 4      |
| 5      | Spanje              | Clara Camacho Ona Carbonell             | 89.3526   | 5         | 90.0157 | 5      |
| 6      | Canada              | Jacqueline Simoneau Karine Thomas       | 87.6537   | 6         | 89.4176 | 6      |
| 7      | Italië              | Linda Cerruti Costanza Ferro            | 87.6477   | 7         | 87.5775 | 7      |
| 8      | Griekenland         | Evangelia Koutidi Evangelia Platanioti  | 84.1564   | 9         | 85.3878 | 8      |
| 9      | Frankrijk           | Laura Augé Margaux Chrétien             | 84.9664   | 8         | 84.7751 | 9      |
| 10     | Mexico              | Karem Achach Nuria Diosdado             | 83.1534   | 10        | 83.8304 | 10     |
| 11     | Oostenrijk          | Anna-Maria Alexandri Eirini Alexandri   | 82.3507   | 12        | 83.5146 | 11     |
| 12     | Verenigde Staten    | Anita Alvarez Mariya Koroleva           | 83.0493   | 11        | 83.5089 | 12     |
| 13     | Noord-Korea         | Kang Un-ha Kim Un-a                     | 82.0469   | 13        |         |        |
| 14     | Brazilië            | Luisa Borges Maria Miccuci              | 81.7065   | 14        |         |        |
| 15     | Kazachstan          | Alexandra Nemich Yekaterina Nemich      | 80.9472   | 15        |         |        |
| 16     | Tsjechië            | Soňa Bernardová Alžběta Dufková         | 80.6425   | 16        |         |        |
| 17     | Zwitserland         | Sophie Giger Sascia Kraus               | 80.1645   | 17        |         |        |
| 18     | Argentinië          | Etel Sánchez Sofía Sánchez              | 79.8065   | 18        |         |        |
| 19     | Wit-Rusland         | Iryna Limanouskaya Veronika Yesipovich  | 79.1333   | 19        |         |        |
| 20     | Israël              | Anastasia Gloushkov Ievgeniia Tetelbaum | 79.0927   | 20        |         |        |
| 21     | Slowakije           | Naďa Daabousová Jana Labáthová          | 77.9122   | 21        |         |        |
| 22     | Colombia            | Estefania Álvarez Monica Arango         | 77.9068   | 22        |         |        |
| 23     | Egypte              | Samia Ahmed Dara Hassanien              | 75.1661   | 23        |         |        |
| 24     | Verenigd Koninkrijk | Jodie Cowie Genevieve Randall           | 74.6512   | 24        |         |        |
| 25     | Oezbekistan         | Yuliya Kim Anastasiya Ruzmetova         | 73.9526   | 25        |         |        |
| 26     | Turkije             | Defne Bakırcı Mısra Gündeş              | 72.7531   | 26        |         |        |
| 27     | Chili               | Kelley Kobler Natalie Lubascher         | 72.2984   | 27        |         |        |
| 28     | Australië           | Bianca Hammett Nikita Pablo             | 72.0011   | 28        |         |        |
| 29     | Singapore           | Stephanie Chen Mei Qi Li Fei Debbie Soh | 71.6715   | 29        |         |        |
| 30     | Aruba               | Anouk Eman Kyra Hoevertsz               | 71.2453   | 30        |         |        |
| 31     | Bulgarije           | Daniela Bozadzhieva Hristina Damyanova  | 71.1065   | 31        |         |        |
| 32     | Venezuela           | Oriana Carillo Greisy Gómez             | 71.0905   | 32        |         |        |
| 33     | Zuid-Korea          | Uhm Ji-wan Won Ji-soo                   | 69.4136   | 33        |         |        |
| 34     | Portugal            | Ana Baptista María Queiroga             | 68.6962   | 34        |         |        |
| 35     | Costa Rica          | Fiorella Calvo Natalia Jenkins          | 68.2496   | 35        |         |        |
| 36     | Hongkong            | Cho Man Yee Nora Michelle Hoi Ting Lau  | 65.7396   | 36        |         |        |
| 37     | Zuid-Afrika         | Emma Manners-Wood Laura Strugnell       | 65.3539   | 37        |         |        |
| 38     | Cuba                | Cristy Alfonso Melissa Alonso           | 64.8561   | 38        |         |        |